# The Fall of Every Season
The Fall of Every Season ist eine Death-Doom-Band aus Trondheim, deren einziges Mitglied Marius Strand ist.

## Bandgeschichte
Nach eigenen Angaben erfolgte die Gründung durch Strand im Herbst 2004, wobei er zu Beginn mit ruhigen und melancholischen Klängen experimentierte und diese später durch aggressive und schwermütige Elemente des Death Doom ergänzte. Nach einiger Zeit erschien dann sein 14-minütiges Debüt Her Withering Petals als Internet-Veröffentlichung, welches er als eine Art Manifest seines gewollten Ausdrucks ansah. Nachdem er gute Resonanzen bekommen hatte, entschied er, ein Demo zu produzieren. Dieses wurde in Form von Neglected’s Motif im Jahr 2005 veröffentlicht, woraufhin er 2006 beim norwegischen Plattenlabel Aftermath Music unter Vertrag kam. Unter diesem Label produzierte er 2007 auch sein erstes Album, From Below, welches allgemein gute Kritiken bekam. Mit Amends erschien 2013 ein zweites Studioalbum.

## Stil
Der Stil der Band wird dem Death Doom zugeordnet. Der rege Gebrauch von akustischen Instrumenten, Elementen des Ambient und des Progressive Metal prägt dabei den Stil und führt zu Vergleichen mit Opeth, Anathema und Rapture. So existieren Songs wie etwa Sysiphean, bei denen lediglich akustische Gitarren und einige elektronische Elemente zum Einsatz kommen und kein Instrument einer typischen Bandbesetzung im Metal vorkommt. Die Texte thematisieren, Melancholie, Trauer und Verzweiflung.

## Diskografie
- 2004: Her Withering Petals (Download-Demo, Selbstverlag)
- 2005: Neglected’s Motif (Demo, Selbstverlag)
- 2007: From Below (Album, Aftermath Music)
- 2013: Amends (Album, grau Records)